# Sybra dohertyi
Sybra dohertyi là một loài bọ cánh cứng trong họ Cerambycidae.